# Харди (окръг, Западна Вирджиния)
Вижте пояснителната страница за други значения на Харди.
Окръг Харди (на английски: Hardy County) е окръг в щата Западна Вирджиния, Съединени американски щати. Площта му е 1513 km², а населението – 13 866 души (2012). Административен център е град Морфийлд.